# Coop mobil
Coop mobil er et mobilselskab, som Coop Danmark lancerede i december 2011. Der har tidligere været et andet tele-selskab under samme navn og med samme ejer åbnet i 2008.

## Nuværende
Det nuværende Coop mobil er lanceret i december 2011 og startede officielt fra januar 2012.
Man kan vælge at betale sin mobilregning med den bonus man opsparer, hver gang man handler i en af medlemsbutikkerne (Kvickly, SuperBrugsen, Dagli’Brugsen, LokalBrugsen, Fakta, OK Benzin samt på webshoppen coop.dk).
Coop mobil benytter sig af TDC´s landsdækkende mobilnet og er udviklet i samarbejde med det TDC-ejede Companymobile A/S.
Coop mobil er ejet 100 % af Coop Danmark.

## Tidligere
I juli 2008 kunne flere netmedier rapportere at Coop havde startet Coop Mobil som var et taletidsprodukt der kunne købes i deres butikker.

## Ekstern henvisning
- Officiel hjemmeside Arkiveret 29. september 2018 hos  Wayback Machine